# Hysteriaceae
Famille
Les Hysteriaceae sont une famille de champignons de l'ordre des Hysteriales.

## Liste des genres
- Acrogenospora
- Actidiographium
- Cleistonium
- Gloniella
- Gloniopsis
- Hypodermopsis
- Hysterium
- Hysterobrevium
- Hysterocarina
- Hysteroglonium
- Hysteropatella
- Oedohysterium
- Ostreichnion
- Pseudoscypha